# Le Bû-sur-Rouvres

Le Bû-sur-Rouvres este o comună în departamentul Calvados, Franța. În 1 ianuarie 2022 avea o populație de 118 de locuitori.